# Viṣṇu Purāṇa
Il  Viṣṇu Purāṇa, (devanāgarī: विष्णुपुराण; lett. "Il Purāṇa di Visnù") è uno dei Purāṇa più antichi e ha come oggetto Visnù, qui inteso come il Bhagavat, Dio, la Persona suprema, quindi come fondamento, origine, permanenza e fine dell'intero cosmo, risultando, Viṣṇu-Nārāyaṇa, anche la vera identità e origine di Brahmā, Śiva e di tutte le manifestazioni del divino.
Il Viṣṇu Purāṇa si compone di 6360 strofe suddivise in sei aṃśa (s.m. "parti", "porzioni").
È presentato come un dialogo tra Paraśāra e il suo discepolo Maitreya.

## I seiaṃśadelViṣṇu Purāṇa
1. Viene descritta l'origine, la manifestazione e la distruzione ciclica del cosmo. Quindi le varie divisioni del tempo e le origini dei differenti quattro varṇa.